# Christoph Müller (Filmproduzent)

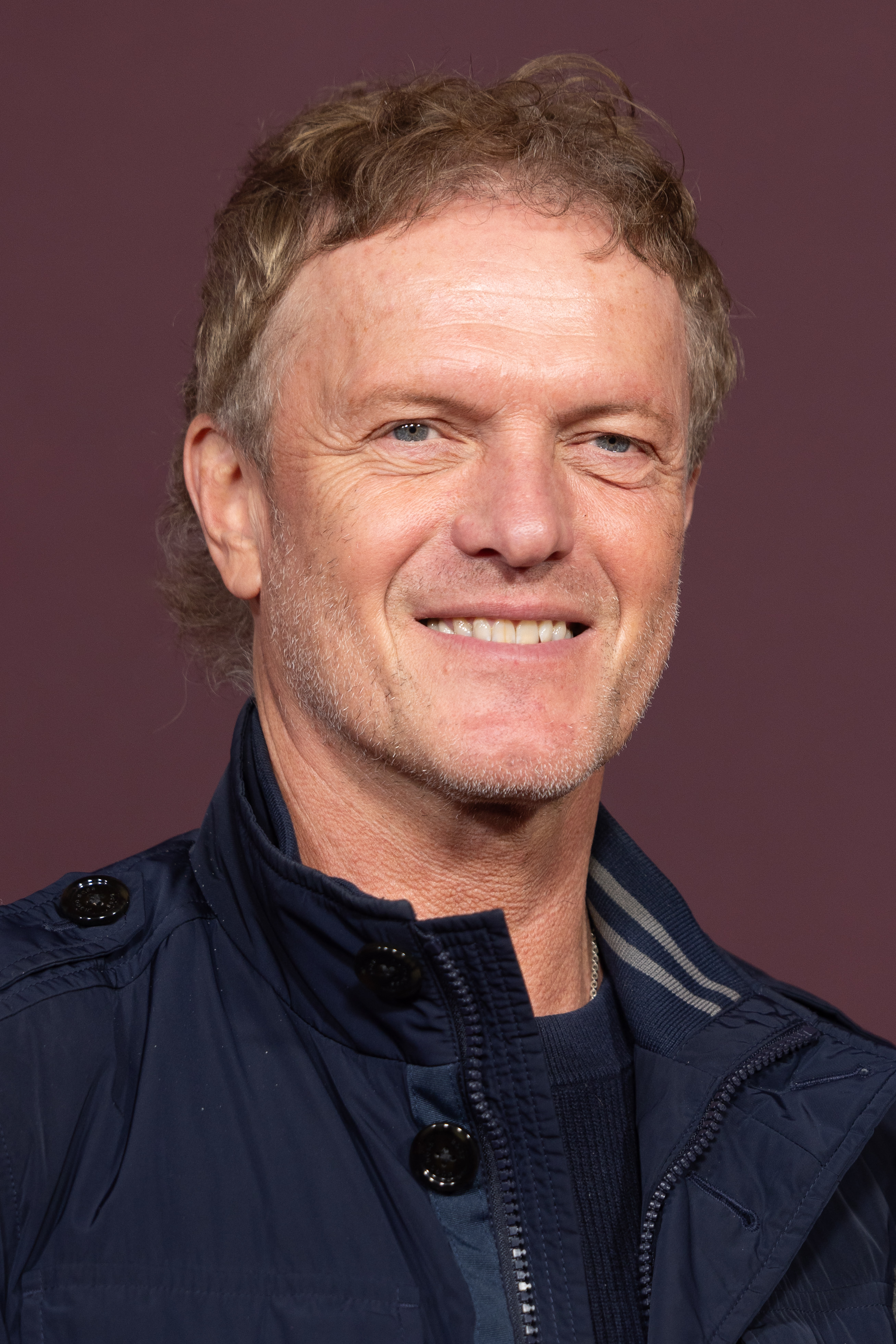
Christoph Müller (2025)

Christoph Müller (* 30. November 1964 in Wuppertal, Nordrhein-Westfalen) ist ein deutscher Filmproduzent und Drehbuchautor.

## Leben
Christoph Müller studierte von 1990 bis 1994 Produktion an der Hochschule für Fernsehen und Film München und der National Film and Television School in England.
Im Anschluss war er unter anderem als Autor bei Helmut Dietls Late Show und Dominik Grafs Der Skorpion, dann als ausführender Produzent bei Bernd Eichingers Harte Jungs tätig, bevor er 2001 gemeinsam mit Sven Burgemeister die Münchner Goldkind Film gründete.
Mit Goldkind produzierte er Soloalbum nach dem Roman von Benjamin von Stuckrad-Barre, in dem Matthias Schweighöfer und Nora Tschirner ihr Leinwand-Debüt gaben, und den Adolf-Grimme-Preis prämierten Wholetrain, mit Elyas M’Barek in seiner ersten Kinofilm-Hauptrolle.
Es folgte Marc Rothemunds Sophie Scholl – Die letzten Tage, der 2005 unter anderem mit dem Silbernen Bären, dem Bayerischen, Deutschen und Europäischen Filmpreis ausgezeichnet wurde und eine Oscar-Nominierung als Bester fremdsprachiger Film 2006 erhielt.
2007 wurde Christoph Müller zur Senator Filmproduktion geholt, bei der er bis 2010 für deutsche Produktionen als Geschäftsführer tätig war.
Dort produzierte er neben einigen Koproduktionen die Erfolgskomödie Vollidiot nach dem gleichnamigen Roman von Tommy Jaud und mit Oliver Pocher in der Hauptrolle, den Mystery-Thriller Die Tür mit Mads Mikkelsen und die Komödie Whisky mit Wodka von Andreas Dresen, mit Henry Hübchen in der Hauptrolle.
2010 war Müller Produzent und Koautor des erfolgreichen Kinofilms Goethe! mit Alexander Fehling und Moritz Bleibtreu. Der von Regisseur Philipp Stölzl inszenierte Film wurde unter anderem beim Deutschen Filmpreis als Bester Film und für den Besten Hauptdarsteller nominiert.
Für die Constantin Film produzierte er Sönke Wortmanns Überraschungsfilm Das Hochzeitsvideo. Bei der UFA-Cinema Bestsellerverfilmung von Noah Gordons Der Medicus, mit Tom Payne, Stellan Skarsgård und Ben Kingsley, agierte Christoph Müller als Associate Producer und Co-Writer. Im Anschluss produzierte er Marco Kreuzpaintners Coming In, mit Kostja Ullmann und Aylin Tezel.
Im Januar 2013 gründete Christoph Müller mit dem Medienunternehmer Lars Dittrich die Mythos Film Produktion. Das erste Projekt der Mythos ist die Verfilmung von Timur Vermes’ Bestseller Er ist wieder da.
Seit Oktober 2017 ist er außerdem als Geschäftsführer und Produzent bei der Constantin Film Produktion GmbH tätig und produzierte dort Sönke Wortmanns Contra mit Christoph Maria Herbst und Nilam Farooq in den Hauptrollen, Der Nachname mit Iris Berben, Christoph Maria Herbst sowie Laura Lackmanns Caveman mit Moritz Bleibtreu und Laura Tonke. Er fungierte als Koproduzent bei der Bestseller-Verfilmung Sonne und Beton von David Wnendt und Felix Lobrecht. Im März 2023 startete Manta Manta – Zwoter Teil von Til Schweiger.

## Filmografie (Auswahl)
- 1999: Late Show (Drehbuch)
- 2000: Harte Jungs (Produzent)
- 2001: Feuer, Eis & Dosenbier (Produzent)
- 2002: Erkan & Stefan gegen die Mächte der Finsternis (Produzent)
- 2003: Soloalbum (Produzent)
- 2005: Sophie Scholl – Die letzten Tage (Produzent)
- 2006: Wholetrain (Produzent)
- 2007: Vollidiot (Produzent)
- 2009: Whisky mit Wodka (Produzent)
- 2009: Die Tür (Koproduzent)
- 2010: Goethe! (Produzent und Koautor)
- 2012: Das Hochzeitsvideo (Produzent)
- 2013: Der Medicus (Ass. Producer und Co-Writer)
- 2014: Coming In (Produzent)
- 2015: Er ist wieder da (Produzent)
- 2015: Bruder vor Luder (Produzent)
- 2018: 25 km/h (Koproduzent)
- 2019: Der Fall Collini (Produzent)
- 2019: Ich war noch niemals in New York (Produzent)
- 2020: Narziss und Goldmund (Koproduzent)
- 2020: Contra (Produzent)
- 2022: Der Nachname (Produzent)
- 2023: Caveman (Produzent)
- 2023: Sonne und Beton (Koproduzent)
- 2023: Manta Manta – Zwoter Teil (Produzent)
- 2024: Der Spitzname (Produzent)
- 2024: Hagen – Im Tal der Nibelungen

## Auszeichnungen
- Bayerischer Filmpreis 2005, Produzentenpreis für Sophie Scholl – Die letzten Tage
- DVD Champion 2005, Personality Awards 2005 – Movie Award für Sophie Scholl – Die letzten Tage